# Frank Beck
Frank Beck   () és un tirador d'esgrima alemany, ja retirat, especialista en floret, que va competir sota bandera de la República Federal Alemanya durant la dècada de 1980.
El 1984 va prendre part en els Jocs Olímpics d'Estiu de Los Angeles, on guanyà la medalla de plata en la competició del floret per equips del programa d'esgrima.
En el seu palmarès també destaquen dues medalles en el Campionat del món d'esgrima, de bronze el 1981 i d'or, el 1983.